# Peter Müller (músico)
 Peter Müller, más conocido como Peter Kafka (nacido el 20 de enero de 1967, Erlangen, Alemania), es el bajista y segunda voz de la banda alemana Lacrimas Profundere, también tiene una banda llamada Sonic Slave donde es el fundador y compositor de dicha banda.

## Carrera profesional y musical
Peter Kafka creció en Erlangen, donde más tarde estudió inglés y alemán en Lehramt. Se desempeña en la muchos instrumentos musicales como la guitarra, el buzuki, la mandolina, el bajo eléctrico y el teclado.
En la década de 1990, tocó en la banda X-Rated.
Fue conocido como el guitarrista de la banda alemana de folk rock, Fiddler's Green, que él fundó en 1990 con. Además, trabajó como cantante y compositor de dicha banda.
Peter también gestiona el estudio Sonic emotividad esclavo liberado y la música con este nombre.
El 30 de abril de 2006 Peter hizo su último concierto con Fiddler's Green. Más tarde, él fundó la banda de metal gótico Beloved Enemy.
Entró a Lacrimas Profundere como vocal en 2007 tras la salida del anterior vocalista, Christopher Schmid, ya que Lacrimas Profundere estaba en pleno tour y se necesitaba un vocal urgentemente. Peter Kafka protagonizó todos los eventos durante dos meses como vocal hasta la salida del teclista Christian Steiner y el bajista Daniel Lechner. 
Después de la salida de los anteriores componentes y la entrada de Rob Vitacca a Lacrimas Profundere obtiene el puesto como bajista y empezó a trabajar en un nuevo disco.

## Curiosidades
- Estudio para ser maestro de Inglés y Alemán.
- Su primer disco que compró fue el AC/DC - Back in Black.
- Su canción favorita de Lacrimas Profundere es "Again It's Over".

- Datos: Q2077213